# Forged in Fury
Forged in Fury è il nono album della band death metal brasiliana Krisiun pubblicato nel 2011 dalla Century Media Records.

## Tracce
1. Scars of the Hatred – 5:42
2. Ways of Barbarism – 6:32
3. Dogma of Submission – 4:55
4. Strength Forged in Fury – 6:07
5. Soulless Impaler – 6:11
6. Burning of the Heretic – 6:21
7. The Isolated Truth – 4:09
8. Oracle of the Ungod – 4:43
9. Timeless Starvation – 5:56
10. Milonga de la Muerte – 0:53

## Formazione
- Alex Camargo - basso, voce
- Moyses Kolesne - chitarra
- Max Kolesne - batteria